# Bactrocera amoenus
Bactrocera amoenus är en tvåvingeart som först beskrevs av Drew 1972.  Bactrocera amoenus ingår i släktet Bactrocera och familjen borrflugor. Inga underarter finns listade.